# BYD F0
La BYD F0, precedentemente nota come BYD F1, è un'autovettura prodotta dalla casa automobilistica cinese BYD Auto dal 2008.

## Descrizione

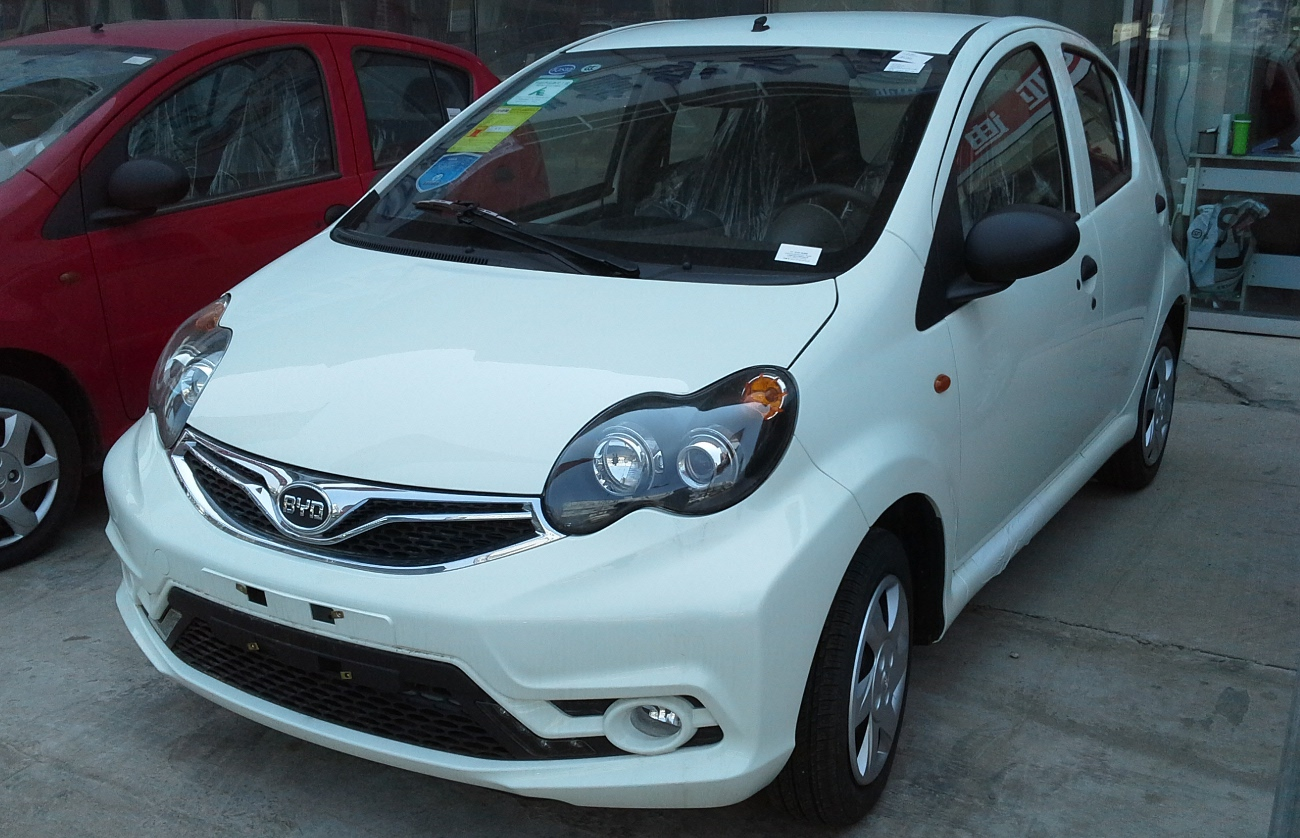
BYD F0 restyling 2015

È stata introdotta a luglio 2008 ed è stata prodotta fino al 2015. Sebbene le versioni a benzina non vengano più costruite, la versione elettrica lanciata nel 2019 come "BYD e1" viene ancora prodotta. È stata presentata al salone di Guangzhou del 2007. Sotto il cofano trova posto un motore a benzina tre cilindri da 1,0 litri che produce 50 kW (68 CV) a 6000 giri/min e una coppia massima di 90 Nm tra i 4000-4500 giri/min, accelerando da 0 a 100 km/h 12,8 secondi. Nel 2015 è stata sottoposta a un restyling che ha interessato la mascherina frontale e alcuni dettagli estetici. Quando è stata presentata, la vettura ha suscitato alcune controversie per via del suo aspetto e della somiglianza con la Toyota Aygo di prima generazione.

### BYD e1
La BYD e1 è la versione elettrica della BYD F0, introdotta nel 2019 con un motore elettrico da 45 kW e 110 Nm posizionato al posto di quello termico.